# Hoffmanns Erzählungen (1923)
Hoffmanns Erzählungen ist ein Stummfilm des Regisseurs Max Neufeld aus dem Jahre 1923. Der Drehbuchautor Josef B. Malina nutzte als Vorlage das Libretto von Jules Barbier der Oper "Hoffmanns Erzählungen" des Komponisten Jacques Offenbach.

## Handlung
Rahmenhandlung. Der Dichter E.T.A. Hoffmann und sein Begleiter Niklas kehren von weiten Reisen zurück und werden herzlich von den Gästen in Lutters Weinkeller am Berliner Gendarmenmarkt begrüßt, die ganz begierig sind, Hoffmanns Geschichten zu hören.
Eine Stadt am Rhein. Hoffmann sieht auf einem Balkon eine wunderschöne Frau. Als sich der Bruder ihm entgegenstellt und seine Nachstellung verhindern will, wird er von Hoffmann im Duell getötet. Jetzt werden er und Niklas von der Polizei gesucht. Hoffmann flieht in das Geschäft des undurchsichtigen Optikers Coppelius. Der verkauft ihm eine Brille, durch die er die Welt rosiger sieht. Hoffmann gerät in das Geschäft des Puppenmachers Spalanzani. Die schöne Frau auf dem Balkon war das Vorbild für seine Puppe Olympia, für die Coppelius die Augen beigesteuert hatte. Er war dafür mit einem Wechsel auf den Geldverleiher Elias bezahlt worden. Hoffmann trifft mit der Brille auf der Nase in dem Geschäft auf die Puppe Olympia, vermeint die schöne Frau auf dem Balkon wiederzuerkennen und verliebt sich unsterblich in sie. Spalanzani will das Verfallensein von Hoffmann als Werbung für den Verkauf der Puppe ausnutzen. Viele Interessenten haben sich im Laden versammelt. Doch Hoffmann wehrt sie als Nebenbuhler ab. Da taucht Coppelius auf. Der Wechsel war faul. Elias ist längst bankrott. So reißt er Hoffmann die Brille von der Nase, der nun sieht, dass er eine Puppe in den Armen hält. Er lässt Olympia fallen, und sie zerbricht.
Venedig. Ein mysteriöser Schatten ohne Menschen lädt Hoffmann in einen Palazzo am Piazza di Ponente ein. Schließlich folgt er der Einladung und wird von dem diabolischen Dapertutto begrüßt. Er veranlasst, dass Hoffmann sein Geld beim Glücksspiel verliert und führt ihn in das Gemach der berühmten Kurtisane Giulietta. Giulietta umgarnt ihn auch unter Zuhilfenahme von Rauchwerk. Hoffmann verliebt sich unsterblich. Als er am nächsten Tag zu Giulietta zurückkehrt, wird er vor der Tür ihres Boudoirs von Peter Schlemihl gewarnt, der schon seinen Schatten, also seine Seele, an Dapertutto durch die Verführung von Giulietta verloren hatte. Doch Hoffmann, liebestoll, sticht Schlemihl mit dessen Dolch nieder, weil er ihn aufhalten wollte. Giulietta drängt Hoffmann zur Flucht vor Dapertutto, als sie erfährt, dass er Schlemihl erstochen hat. Er solle aber sein Spiegelbild ihrer großen Liebe zu ihm wegen bei ihr lassen. Hoffmann flieht. Giulietta übergibt Dapertutto das Spiegelbild aber nicht, wie sie sollte, sondern behält es selbst.
Heimat. Hoffmann ist niedergeschlagen ob seiner Seelenlosigkeit zurück. Er hört vor einer Kirche den bezaubernden Gesang von Antonia. Als sie ihn beim Verlassen der Kirche sieht, lädt sie ihn zu sich in die Wohnung ihrer Tante ein. Beide verlieben sich ineinander. Als Antonia bemerkt, dass er kein Spiegelbild mehr hat, fordert sie ihn auf, es sich wiederzuholen und das Böse zu besiegen. So reist Hoffmann wieder nach Venedig. Dort wird gerade Giuliettas Palazzo von einer über die Unzucht empörte Menge gestürmt. Hoffmann kann in dem Getümmel Giulietta finden und unter Androhung von Gewalt ihr sein Spiegelbild wieder entreißen. Dapertutto kann ihr nicht helfen. Hoffmann ist durch die Liebe eines keuschen Mädchens geschützt.
Wieder daheim wendet sich Hoffmann der Musik zu und musiziert aus Trauer, denn Antonias Tante ist gestorben und Antonia verschwunden. Da besucht ihn der Geigenbauer Rat Crespel mit einer besonderen Geige. Sie klingt so zauberhaft wie der Gesang von Antonia. Er besucht Crespel, um diese Geige wieder zu hören. Doch er erhält nur Einlass durch die Hilfe des diabolischen Doktors Mirakel, der es auf Antonia und ihren Vater abgesehen hat. Durch das Spiel auf der Geige lockt Hoffmann Antonia hervor, die ihr Vater Crespel vor der Welt versteckt hält. Der um die Gesundheit von Antonia besorgte Vater schickt Hoffmann weg. Doch er selbst wird von Mirakels Teufelsgeige abgelenkt und zu ihm gelockt. Mirakel redet Crespel ein, dass Hoffmann, seine Tochter entführen und zum Gesang bringen will. Das ist Crespels Angst. Auch Antonias Mutter war eine begnadete Sängerin und beim Singen gestorben. Währenddessen versichern sich Antonia und Hoffmann ihrer gegenseitigen Liebe, wo ja Hoffmann seine Seele zurück hat. Tatsächlich überredet Hoffmann Antonia zum Gesang, die Zusammenhänge nicht kennend. Dass Antonia singt, bestätigt für Crespel Mirakels Aussage. Er weist ihn aus dem Haus. Nachts holt Hoffmann Antonia von zu Hause ab. Mirakel erzeugt beim Vater einen Alptraum, in dem er sieht, was er fürchtete: Hoffmann hat Antonia zum Singen animiert und sie singt sich zu Tode. Nun ist er überzeugt, dass sie tot sei. Als Hoffmann am nächsten Morgen kommt, um bei ihm um die Hand seiner Tochter anzuhalten, verzeiht Crespel Hoffmann, dass er vermeintlich seine Tochter zum Singen animiert hatte. Er liebe sie ja und wisse nichts. Doch Hoffmann nimmt die Geige, die wie der Gesang Antonias klingt, und spielt. Da kommt Antonia von draußen, sie war ja über Nacht mit Hoffmann zusammen. Sie bitten Crespel um Verzeihung und um den Segen zu ihrer Ehe. Der diabolische Mirakel ist von der Liebe besiegt, so sehr er auch auf seiner Teufelsgeige spielt. Zuletzt wirft er sie weg und sie zerspringt.
Rahmenhandlung (dieser Endteil des Filmes ist verloren - so wird das nur im Abspanntext erzählt.) Hoffmann in Lutters Weinkeller in Berlin wird nur von den Zuhörern gefragt, ob er also jetzt glücklich verheiratet sei. Hoffmann sagt, dass das, was er erzählte, doch nur Geschichten seien.

## Produktion
Hoffmanns Erzählungen entstand wohl überwiegend Ende 1922, passierte am 26. Februar 1923 die österreichische Filmzensur und wurde am 4. oder 6. April 1923 in Wiens Schwarzenbergkino uraufgeführt. Der Sechsakter besaß eine Länge von 2180 Meter.
Für den Bühnenkünstler Hans Moser war dies einer seiner ersten Ausflüge vor eine Filmkamera.
Der Film wurde von der Vita Filmindustrie AG Wien produziert und war bis 2017 nur unvollständig und in schlechter Qualität erhalten. Dann wurde ein Nitropositiv einer französischen Exportversion entdeckt und vom Filmarchiv Austria 2021 digital restauriert.
Die Filmmusik zum ursprünglichen Film komponierte Alexander Kuchinka, der sich für seine Filmkomposition von Motiven aus Offenbachs Oper inspirieren ließ.
In Kooperation mit ZDF/arte (Redaktion Nina Goslar) und dem Konzerthaus Berlin erfolgte 2021 eine Neuvertonung der restaurierten Fassung durch den Komponisten Johannes Kalitzke.

## Hintergrund
Es ist die Stummfilm-Version der Oper von Jacques Offenbach und der dieser zugrunde liegenden Erzählungen von E.T.A. Hoffmann: Puppe Olympia aus der Novelle "Der Sandmann" aus der Sammlung "Nachtstücke" (1816/1817); Kurtisane Giulietta aus der Erzählung "Die Geschichte vom verlornen Spiegelbilde" - Teil der Erzählung "Die Abenteuer der Sylvester-Nacht" aus der Sammlung "Fantasiestücke in Callot's Manier" (1814/1815); Sängerin Antonia aus der Erzählung "Rat Krespel" aus "Die Serapionsbrüder" (1819/1821). "Die Adaption des umtriebigen Regisseurs Max Neufeld betont die düsteren Elemente von Hoffmanns „Schwarzer Romantik“ und zeichnet sich vor allem durch für die Entstehungszeit beachtliche Trickeffekte aus." Anders als in der Vorlage wird aber das düstere Ende der Erzählung um die Sängerin Antonia in ein Happy End gewandelt.

## Kritiken
Das Neue Wiener Tagblatt befand, „Die Meisterschaft, mit der hier die Gedankenwelt E. T. A. Hoffmanns in Bildwirkung umgesetzt ist, die Inszenierung wie die Darstellung, das Milieu wie die an technischen Einfällen fast unerschöpfliche Photographie hat hier ein Werk geschaffen, das unbedenklich zu den bedeutendsten Erscheinungen in der Weltproduktion überhaupt gezählt werden kann. Eine ganz überraschende Intensität erhielt überdies der Film durch die neu hierfür geschaffene den Vorgängen von Szene zu Szene sich restlos anpassende Musik.“
Der Kino-Journal befand: „Max Neufeld hat eine Neuschöpfung ins Leben gerufen, die außerordentlich sehenswert ist und was besonders hervorgehoben werden muß, dem Geist des Dichters vollständig entspricht. (…) Neufeld trifft den mystischen Charakter der Erzählungen glänzend. Dazu die belebenden Dekorationen, die schöne Gondelfahrt in Venedig, eine Reihe gediegener Bilder. (…) Vergessen darf auch die geschickt auf Offenbachschen Motiven zusammengestellte Musik nicht werden, die ihren anheimelnden Zauber bewahrt.“
In Großbritannien, wo der Film am 23. Oktober 1923 in Londons New Scala Theatre anlief, fand er starke Beachtung und erhielt überwiegend positive bis enthusiastische Kritiken. Die Neue Wiener Presse sprach gar von einem „Triumph der der österreichischen Filmindustrie im Auslande“. Im Kinematograph Weekly sprach man von der „prachtvollen Photographie, dem überzeugenden Spiel der Hauptdarsteller“ und stellte besonders die Leistung von Dagny Servaes heraus, „deren Kunst auch in Amerika Bewunderung erregen muss“. Dieser Film bringe „eine ganz neue Note in die Filmkunst“. Das Fachblatt Bioscope dekretierte: „Eine wundervolle Produktion, schauspielerisch und photographisch das Vollkommenste bietend, einzigartig und anziehend in ihrer phantastischen und seltsamen Bearbeitung“. Der Daily Graphic wiederum lobte das „Neue und Noch-nie-Dagewesene. Wie ein Regen nach langer Trockenheit wirkt dieser Film auf die Kinobesucher, welche durch langweilige Künsteleien ermüdet sind.“ Im Sunday Chronicle schließlich war zu lesen: „Jene, welche sich für die höchste Filmkunst interessieren, sollten es sich zur Pflicht machen, ‘Hoffmanns Erzählungen’ zu besichtigen“.